# Dobry omen (serial telewizyjny)
Dobry omen (ang. Good Omens) – amerykańsko–brytyjski miniserial (komedia fantasy) wyprodukowany przez The Blank Corporation, BBC Studios oraz Amazon Studios, stanowiący adaptację powieści o tym samym tytule autorstwa Neila Gaimana i Terry’ego Pratchetta. Seria 1 (6 odcinków) zostało udostępnionych 31 maja 2019 roku w serwisie Prime Video, seria 2 wyemitowana 28 lipca 2023 roku.
Akcja serialu toczy się w Dniu Apokalipsy, który został przewidziany przez wiedźmę Agnes Nutter. Na całym świecie zaczyna panować chaos. W tym czasie na Ziemi żyją Crowley (agent piekła) i Aziraphale (anioł), którzy nie zamierzają nigdzie uciekać. Postanawiają połączyć siły, aby powstrzymać 4 Jeźdźców Apokalipsy i Antychrysta.

## Obsada

### Główna
- Michael Sheen jako Aziraphale[3]
- David Tennant jako Crowley[3]
- Sam Taylor Buck jako Adam Young[4]
- Jon Hamm jako archanioł Gabriel[5]
- Frances McDormand jako głos Boga
- Jack Whitehall jako Newton Pulsifer[6]
- Adria Arjona jako Anathema Device[6]
- Michael McKean jako Shadwell[6]
- Miranda Richardson jako madame Tracy[6]

### Role drugoplanowe
- Ned Dennehy jako Hastur
- Ariyon Bakare jako Ligur
- Daniel Mays jako Arthur Young[4]
- Sian Brooke jako Deidre Young[4]
- Samson Marraccino jako Warlock Dowling
- Nick Offerman jako Thaddeus Dowling[7]
- Jill Winternitz jako Harriet Dowling
- Nina Sosanya jako Mary Loquacious
- Anna Maxwell Martin jako Beelzebub[8]
- Doon Mackichan jako Archanioł Michał
- Paul Chahidi jako Sandalfon
- Josie Lawrence jako Agnes Nutter
- Amma Ris jako Pepper
- Ilan Galkoff jako Brian
- Alfie Taylor jako Wensleydale
- Simon Merrells jako Leslie the International Express Man
- Mireille Enos jako Wojna[8]
- Bill Paterson jako R.P. Tyler
- Lourdes Faberes jako Zanieczyszczenie[8]
- Yusuf Gatewood jako Głód[8]
- Jamie Hill i Brian Cox jako Śmierć

## Odcinki

### Seria 1
| Odcinek | Tytuł                                        | Reżyseria         | Scenariusz  | Premiera (Prime Video) |
| ------- | -------------------------------------------- | ----------------- | ----------- | ---------------------- |
| 1       | In the Beginning                             | Douglas Mackinnon | Neil Gaiman | 31 maja 2019           |
| 2       | The Book                                     | Douglas Mackinnon | Neil Gaiman | 31 maja 2019           |
| 3       | Hard Times                                   | Douglas Mackinnon | Neil Gaiman | 31 maja 2019           |
| 4       | Saturday Morning Funtime                     | Douglas Mackinnon | Neil Gaiman | 31 maja 2019           |
| 5       | The Doomsday Option                          | Douglas Mackinnon | Neil Gaiman | 31 maja 2019           |
| 6       | The Very Last Day of the Rest of Their Lives | Douglas Mackinnon | Neil Gaiman | 31 maja 2019           |

### Seria 2
| Odcinek | Tytuł                                                                         | Reżyseria         | Scenariusz                   | Premiera (Prime Video) |
| ------- | ----------------------------------------------------------------------------- | ----------------- | ---------------------------- | ---------------------- |
| 1       | Chapter 1: The Arrival                                                        | Douglas Mackinnon | Neil Gaiman i John Finnemore | 28 lipca 2023          |
| 2       | Chapter 2: The Clue featuring the minisode A Companion to Owls                | Douglas Mackinnon | Neil Gaiman i John Finnemore | 28 lipca 2023          |
| 3       | Chapter 3: I Know Where I'm Going featuring the minisode The Resurrectionists | Douglas Mackinnon | Neil Gaiman i John Finnemore | 28 lipca 2023          |
| 4       | Chapter 4: The Hitchhiker featuring the minisode Nazi Zombie Flesheaters      | Douglas Mackinnon | Neil Gaiman i John Finnemore | 28 lipca 2023          |
| 5       | Chapter 5: The Ball                                                           | Douglas Mackinnon | Neil Gaiman i John Finnemore | 28 lipca 2023          |
| 6       | Chapter 6: Every Day                                                          | Douglas Mackinnon | Neil Gaiman i John Finnemore | 28 lipca 2023          |

## Produkcja
19 stycznia 2017 roku platforma Amazon ogłosiła zamówienie serialu Good Omens, który miał się składać tylko z jednej serii.
W połowie sierpnia 2017 roku poinformowano, że główne role otrzymali: David Tennant i Michael Sheen. W kolejnym miesiącu do obsady dołączyli: Jack Whitehall, Michael McKean, Miranda Richardson, Adria Arjona, Daniel Mays, Sian Brooke oraz Sam Taylor Buck. Na początku października poinformowano, że rolę archanioła Gabriella otrzymał Jon Hamm. W kolejnym miesiącu do obsady dołączyli: Yusuf Gatewood, Lourdes Faberes, Mireille Enos i Anna Maxwell Martin. Na początku marca 2018 roku poinformowano, że Nick Offerman wcieli się w postać Thaddeusa Dowlinga, ojca dziecka uważanego za Antychrysta.
W czerwcu 2021 ogłoszono zamówienie drugiej serii Dobrego Omenu, mimo że pierwsza adaptowała całą powieść Terry'ego Pratchetta i Neila Gaimana. 28 lipca 2023 roku Prime Video udostępniło drugą serię serialu. 
14 grudnia 2023 twórcy serialu ogłosili trzecią, finałową serię Dobrego Omenu. Ma składać się z jednego 90-minutowego odcinka. W 2024 produkcja została wstrzymana po oskarżeniach Neila Gaimana o napaść seksualną, miała być wznowiona na początku 2025. 